# Integral (revista)
Integral es una revista en español que aparece mensualmente con artículos sobre medicina natural, vegetarianismo, recetas de cocina, agricultura ecológica,  ecologismo , viajes, sexualidad, naturismo, artesanía, arte, solidaridad, espiritualidad, antroposofía, filosofía oriental, crítica a las tecnologías duras, energías alternativas.

## Fundación
Fue fundada en 1978 por un grupo de médicos naturistas y estudiantes de Medicina y el editor Jaume Rosselló en Barcelona, de entre los que cabe citar a su primer director, Santi Giol y a Pedro Ródenas.

## Historia
Empresarialmente el proyecto comenzó como cooperativa y luego como sociedad limitada. Posteriormente perteneció a la editorial RBA más tarde a MC Ediciones, empresa que hizo concurso de acreedores voluntario y despidió a todo el equipo de redacción. La última empresa editora es Connecor Revistas. Desde su aparición, con el nombre de Integral se ha publicado la propia revista, monográficos y libros. En 2008 recibió el Premio Verde Medio de Comunicación 2008.